# Шербенешть (Селетручел, Вилча)
Шербенешть, Шербенешті (рум. Șerbănești) — село у повіті Вилча в Румунії. Входить до складу комуни Селетручел.
Село розташоване на відстані 165 км на північний захід від Бухареста, 18 км на північ від Римніку-Вилчі, 114 км на північ від Крайови, 105 км на південний захід від Брашова.

## Населення
За даними перепису населення 2002 року у селі проживала 591 особа, усі — румуни. Усі жителі села рідною мовою назвали румунську.